# Грудино-щитовидная мышца
Грудино-щитовидная мышца (лат. Musculus sternothyroideus) плоская, располагается позади грудино-подъязычной мышцы. Начинается от задней поверхности хряща I ребра и рукоятки грудины, направляется вверх и прикрепляется к косой линии на боковой поверхности щитовидного хряща гортани.

## Функция
Тянет гортань книзу.